# Кисельов Олександр Дмитрович
Кисельов Олександр Дмитрович (нар. 1867 — пом. 1926) — український вчений-правознавець, кандидат юридичних наук, професор, завідувач кафедри кримінального права Інституту народного господарства протягом (1920–1925).

## Біографія
Народився у 1867 році. Закінчив Харківський університет.
У 1894 році після складення магістерського іспиту був викладачем кафедри кримінального права та судочинства Харківського університету (зараз Харківський національний університет імені В. Н. Каразіна). 
Отримавши науковий ступінь кандидата юридичних наук, Олександр Дмитрович працював професором на кафедрі кримінального права та судочинства, читав лекції із Загальної частини кримінального права. Після створення Інституту народного господарства протягом 1920–1925 років завідував кафедрою кримінального права.
Помер у 1926 році.

## Наукова діяльність
Був двічі відряджений для наукової роботи до Німеччини та Франції. За результатами відрядження О. Д. Кисельов написав першу наукову працю – «Психологічна підстава кримінальної відповідальності», яку було представлено до Київського університету для захисту дисертації.
Брав участь у написанні коментарів до Кримінального кодексу УРСР та Кримінального кодексу РРФСР та прокоментував статті про відповідальність за злочини проти життя та гідності особи.